# Rising (레인보우의 음반)
| 전문가 평가   | 전문가 평가 |
| 평가 점수     | 평가 점수   |
| 출처          | 점수        |
| ------------- | ----------- |
| AllMusic      | [ 1 ]       |
| Rolling Stone | (mixed)     |
| Sputnikmusic  | [ 3 ] [ 4 ] |

《Rising》은 1976년 5월 17일에 발매된 영국의 록 밴드 레인보우의 두 번째 스튜디오 음반이다. 《케랑!》 잡지의 4호 (1981년 10월 표지)에서 《Rising》은 역대 최고의 헤비 메탈 음반으로 선정되었다. 2017년에는 《롤링 스톤》이 선정한 "역사상 최고의 메탈 음반 100장"에서 48위에 올랐다.

## 배경
밴드 리더 리치 블랙모어는 이전 음반 라인업에서 로니 제임스 디오만을 보유했으며 드러머 코지 파월, 베이시스트 지미 베인, 키보디스트 토니 캐리를 영입해 리스트를 완성했다. 뮌헨에서 한 달도 채 되지 않아 녹음된 이 음반은 록 프로듀서 겸 엔지니어 마틴 버치가 감독했다. 이 밴드는 원래 미국에서 "블랙모어스 레인보우"로 홍보되었다. 1996년, 코지 파월은 레코드 수집기 잡지에 음반의 상당 부분이 한두 번의 테이크로 녹음되었다고 말했는데, 이는 왜 다른 버전이나 데모 버전이 존재하지 않는지, 단지 원본이나 거친 혼합물만이 설명된다.
뮌헨 필하모니 관현악단이 등장하는 8분 26초작 〈Stargazer〉라는 음반 대표작은 원래 2011년 디럭스 에디션의 "러프 믹스" 버전에서 증명된 키보드 인트로를 가지고 있었다.
1975년 말 미국 투어에 앞서 쓴 〈Stargazer〉와 〈Do You Close Your Eyes〉라는 밴드의 라이브 세트에 들어간 곡은 거의 없으며, 1975년과 1976년 모든 쇼에 수록된 〈A Light in the Black〉는 1976년 투어 초기에 삭제되었다. 비록 일본 데이트 때 이 세트로 다시 소개되었지만 말이다. 〈Starstruck〉는 줄여서 연주되었는데, 보통 〈Man on the Silver Mountain〉의 일부로 연주되었다.

## 곡 목록
모든 곡들은 리치 블랙모어와 로니 제임스 디오가 작사/작곡하였다.
| #  | 제목                       | 재생 시간 |
| -- | -------------------------- | --------- |
| 1. | 〈Tarot Woman〉            | 5:58      |
| 2. | 〈Run with the Wolf〉      | 3:48      |
| 3. | 〈Starstruck〉             | 4:06      |
| 4. | 〈Do You Close Your Eyes〉 | 2:58      |

| #  | 제목                     | 재생 시간 |
| -- | ------------------------ | --------- |
| 5. | 〈Stargazer〉            | 8:26      |
| 6. | 〈A Light in the Black〉 | 8:12      |

## 인증
| 국가                                                  | 인증 | 판매량/출하량 |
| ----------------------------------------------------- | ---- | ------------- |
| 오스트레일리아 (ARIA)                                 | 골드 | 20,000^       |
| 일본 (RIAJ)                                           | 골드 | 100,000^      |
| 영국 (BPI)                                            | 골드 | 100,000^      |
| 영국 (BPI) 2011 Deluxe Ediion                         | 실버 | 60,000*       |
| *판매량을 기반으로 한 인증 ^출하량을 기반으로 한 인증 |      |               |